# Episodi di Alpha House (seconda stagione)
La seconda stagione della serie televisiva Alpha House è stata diffusa in anteprima negli Stati Uniti d'America da Prime Video il 24 ottobre 2014.
La stagione è inedita in Italia.
| nº | Titolo originale    | Titolo italiano | Prima TV USA    | Prima TV Italia |
| -- | ------------------- | --------------- | --------------- | --------------- |
| 1  | The Love Doctor     |                 | 24 ottobre 2014 |                 |
| 2  | Gaffergate          |                 | 24 ottobre 2014 |                 |
| 3  | The Contest         |                 | 24 ottobre 2014 |                 |
| 4  | Shelter in Place    |                 | 24 ottobre 2014 |                 |
| 5  | The Apparition      |                 | 24 ottobre 2014 |                 |
| 6  | The Retreat         |                 | 24 ottobre 2014 |                 |
| 7  | The Civility Zone   |                 | 24 ottobre 2014 |                 |
| 8  | Bugged              |                 | 24 ottobre 2014 |                 |
| 9  | There Will Be Water |                 | 24 ottobre 2014 |                 |
| 10 | The Nuptials        |                 | 24 ottobre 2014 |                 |